# Lexikon der Weltliteratur
Das Lexikon der Weltliteratur, das ab 1963 von dem Germanisten Gero von Wilpert herausgegeben wurde, ist eines der umfangreichsten und anerkanntesten deutschsprachigen Literaturlexika.  Es enthält Informationen zu Autoren und Werken der Weltliteratur.
Die 2004 erschienene 4. Auflage (völlig neubearbeitet) enthält 12.000 Artikel über Autoren (und anonyme Werke) der Weltliteratur, die auf drei Bände aufgeteilt sind. Der erste Band behandelt etwa 3000 deutschsprachige Autoren und ist eine Erweiterung und Neubearbeitung des zuvor ebenfalls in drei Auflagen erschienenen Deutschen Dichterlexikons vom gleichen Herausgeber. Der zweite und dritte Band behandeln fremdsprachige Autoren. Es wurde eine Berücksichtigung aller Epochen und Kulturkreise angestrebt. Die Texte entstanden unter der Mitarbeit von mehr als hundert Fachleuten.
Die Autorenbiographien bestehen aus einem stichwortartigen Lebenslauf, gefolgt von einer literaturhistorischen Einordnung und Wertung des Werks und einer Werke- und Sekundärliteraturauflistung. Auf Bilder wird gänzlich verzichtet. In den vorhergehenden Auflagen bestand der Wilpert zudem aus einem zweiten Teil mit Einträgen über einzelne Werke der Weltliteratur, bestehend jeweils aus Angaben zu Entstehungs- und Veröffentlichungsdatum sowie Übersetzungen, gefolgt von einer Rezension (im Unterschied zu den Autorenartikeln namentlich signiert) und teilweise einer kurzen Sekundärliteraturliste. Ob die 4. Auflage ebenfalls einen solchen zweiten Teil erhalten wird, ließ der Verlag zunächst offen. Die 1988 erschienene 3. Auflage des Autoren-Teils hat 11.000 Autoren-Artikel, der Werke-Teil erschien 1993. Laut Eigenbeschreibung (Vorwort zur 3. Auflage) ist der Wilpert
„das umfassendste Werk dieser Art in deutscher Sprache“, was für den Autoren-Teil auch heute in der 4. Auflage noch zutreffen dürfte. Der Werke-Teil reicht jedoch mit rund 4800 Einträgen im Umfang nicht an Kindlers Literaturlexikon heran.
Eine Taschenbuchausgabe der 3. Auflage von Kröner erschien 2004 bei dtv mit den bibliographischen Daten: Lexikon der Weltliteratur,  Hrsg. Gero von Wilpert. Unter Mitarb. zahlr. Fachgelehrter, DTV, München 2004, ISBN 3-423-59050-5.
Eine CD-ROM-Version der 3. Auflage erschien in der Reihe Digitale Bibliothek der Firma Directmedia Publishing. Ein vergleichbares, auf deutschsprachige Autoren beschränktes und in diesem Bereich umfassenderes Nachschlagewerk ist das Literaturlexikon von Walther Killy.